# Västerrekarne tingslag
Västerrekarne tingslag var ett tingslag i Södermanlands län och i Livgedingets domsaga. Tingsplats var Torshälla stad. 
Tingslaget bildades 1680 och uppgick 1 januari 1881 i Rekarne tingslag.

## Ingående områden
Tingslaget omfattade Västerrekarne härad.